# Cmentarze wojenne na Chryszczatej
Cmentarze wojenne na Chryszczatej – rozproszone mogiły zbiorowe z I wojny światowej położone w masywie Chryszczatej (997 m), na terenie miejscowości Mików, w gminie Komańcza, w powiecie sanockim, w województwie podkarpackim.

## Opis
Cmentarze żołnierskie na Chryszczatej są pokłosiem krwawych walk, do jakich doszło tu zarówno w 1914, jak i zimą 1915, gdy front przetaczał się przez ten teren. Na wiosnę 1915 gdy zeszły śniegi okoliczna ludność wykonała i uporządkowała mogiły na miejscach pochówku. Liczba cmentarzy jest niepewna. Na mapie turystycznej z 2020 oznaczono sześć takich miejsc. Według Wojciecha Krukara w masywie Chryszczatej znajdują się przynajmniej trzy cmentarze z I wojny światowej oddalone od siebie.
Są to:

### Cmentarz na szczycie
(49°18′21″N 22°11′04″E/49,305833 22,184444)
Cmentarz znajduje się na leśnej polanie (Leśnictwo Mików - oddz. nr 71a) przy czerwonym szlaku turystycznym w odległości 300 m na zachód od betonowego słupa postawionego na szczycie góry (pozostałość po wieży triangulacyjnej). Zajmuje powierzchnię czworoboku nie większą jak 22 x 14 m, na której znajduje się 7 mogił zbiorowych. Jeszcze w latach 50. XX w. mogiły były wyraźnie zaznaczone z mocno spróchniałymi krzyżami. Brak jakichkolwiek danych co do liczny pochowanych. W pobliżu cmentarza teren poryty jest ciągnącymi się liniami stanowisk, okopów i rowów strzeleckich. 
W maju 2007 miejscowi leśnicy Nadleśnictwa Komańcza ułożyli kamienny półkrąg z głazów skalnych i w jego środku ustawili typowy dla grobów wojennych drewniany krzyż z daszkiem i tabliczką - dar od PTTK Oddział w Krośnie. Na tabliczce napis:

Światło i szum lasu
Grają nad tym grobem śmiertelnej ciszy
Przysłuchują się miłosierne
Gwiazdy Boże

W listopadzie 2018 Nadleśnictwo Komańcza ukończyło akcję stawiania na leśnych cmentarzach wojennych zlokalizowanych na obszarze Nadleśnictwa 10 drewnianych dużych krzyży. Mają one około 2 m wysokości i przypominają te z cmentarza na Łysej Górze w Beskidzie Niskim, zaprojektowane przez słowackiego architekta Dušana Jurkoviča.

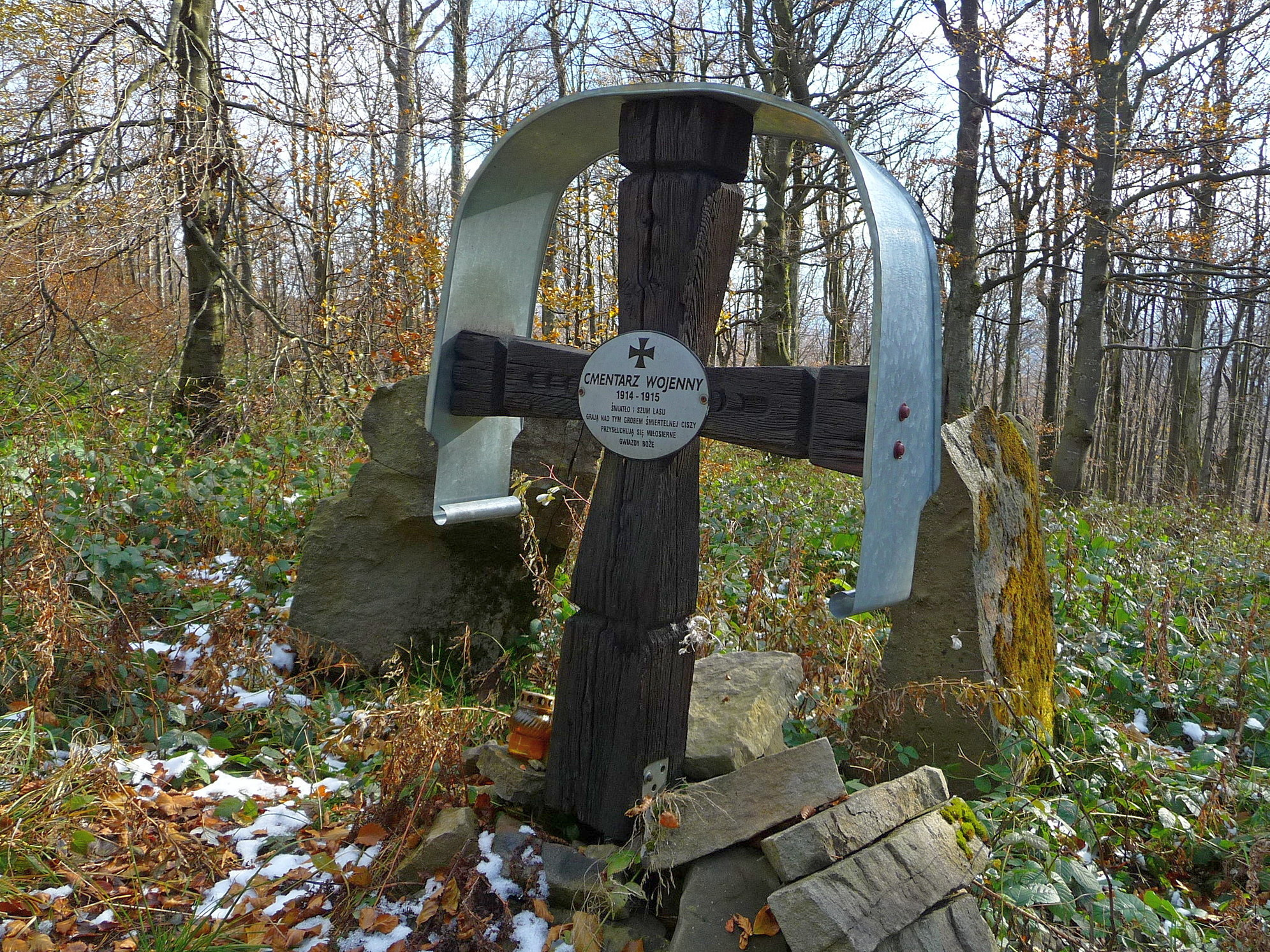
Krzyż z 2007
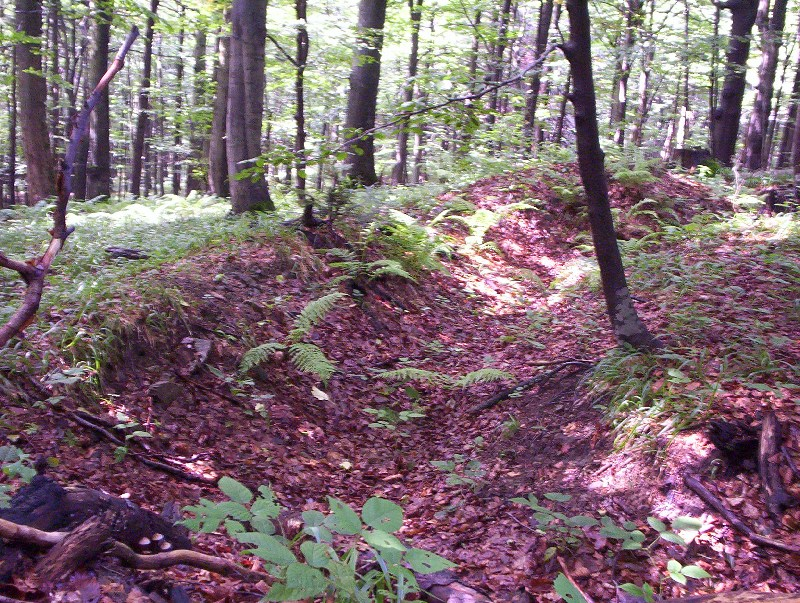
Ślady okopów
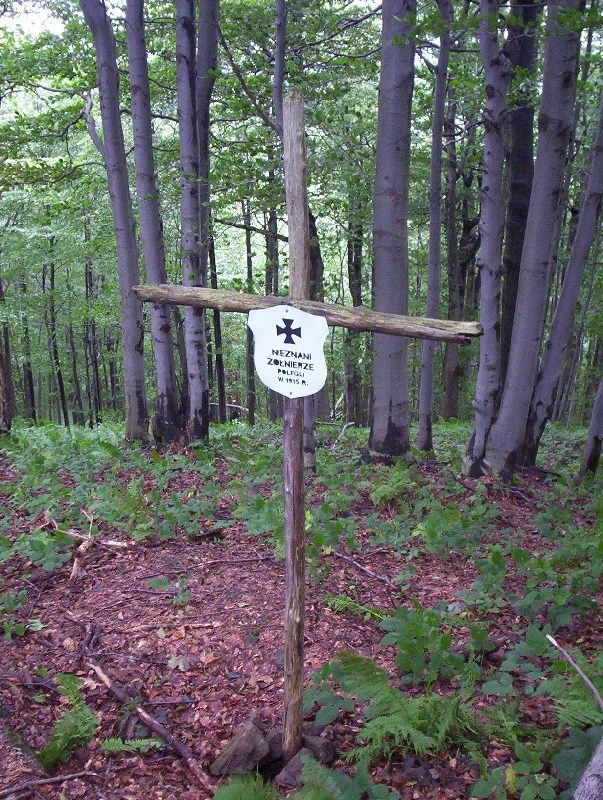
Krzyż

### Cmentarz na Pizorkach
(49°17′51″N 22°09′07″E/49,297500 22,151944)
Cmentarz znajduje się na zachodnich stokach Chryszczatej na grzbiecie Pizorki na zachód od najwyższej jego kulminacji 818 m. W 1999 miał kształt prostokąta o wymiarach około 20x30 m i obejmował kilkanaście mogił bez krzyży i nagrobków. W okresie międzywojennym stał  duży drewniany krzyż, co kilka lat wymieniany na nowy. 

### Cmentarz na Czartoryjach
(49°17′48″N 22°10′42″E/49,296667 22,178333)
Cmentarz znajduje się na południowo-zachodnim ramieniu Chryszczatej na grzbiecie zwanym Czartoryja w pobliżu jego kulminacji 887 m. W 1999 zachował się fragment ułożonego z kamieni kolistego cokołu z małym pomniczkiem z krzyżem.